# (36531) 2000 QF84
2000 QF84 (asteroide 36531) é um asteroide da cintura principal. Possui uma excentricidade de 0.14798190 e uma inclinação de 2.52169º.
Este asteroide foi descoberto no dia 24 de agosto de 2000 por LINEAR em Socorro.